# Пентанон-3
Пентанон-3, или диэтилкетон — органическое вещество, принадлежащее к классу кетонов, симметричный диалкилкетон. Имеет запах, похожий на запах ацетона.

## Физические свойства
Диэтилкетон представляет собой чуть вязкую, прозрачную жидкость с характерным резким запахом ацетона. Молярная масса 86,13 г/моль. Плотность 0,81 г/см3. Вязкость 0,6 мм²/с. Теплота сгорания 3100,2 кДж/моль. Малорастворим в воде, хорошо растворим в этаноле, эфирах, четыреххлористом углероде.

## Химические свойства
Диэтилкетон имеет типичные для кетонов химические свойства. Вступает в реакцию гидрирования до пентанола-3:
{\displaystyle {\ce {(CH3CH2)2CO + H2 ->[t][Ni] C2H5-CH(OH)-C2H5}}}
Реагирует с этанолом (и другими спиртами) с образованием ацеталя (диэтилацеталя пентанона-3)
Реагирует с синильной кислотой с образованем 2-гидрокси-2-этилбутиронитрила.
Легко воспламеняется и горит:
{\displaystyle {\ce {(CH3CH2)2CO + O2 ->[t] 5CO2 + 5H2O}}}

## Производство
Пентанон-3 получают путем кетонного декарбоксилирования пропановой кислоты с использованием катализаторов на основе оксидов металлов (таких как оксид циркония). Реакция проходит при температуре 350—380 °C.
{\displaystyle {\ce {2CH3CH2COOH ->[t][ZrO2] (CH3CH2)CO + CO2 + H2O}}}
Можно так же получить путем перегонки сахара с избытком извести.

## Использование
Пентанон-3 в основном используется в качестве исходного материала в химическом синтезе. Основное применение — промышленный синтез витамина Е. Раньше использовался в синтезе осельтамивира (тамифлю). Он также служит промежуточным продуктом в производстве фармацевтических препаратов.
Сам по себе пентанон-3 находит применение в качестве специального растворителя в красках, хотя он менее распространен, чем бутанон.

## Безопасность и токсичность
Значение ПДК для пентанона-3 составляет 200 м. д. (705 мг/м³). Пентанон-3 может быть опасен при контакте с кожей или глазами и может вызвать раздражение кожи и покраснение, слезотечение и зуд глаз. Это химическое вещество также может вызвать повреждение нервной системы и органов при вдыхании и проглатывании. Пары раздражают глаза, нос и горло, могут вызывать головную боль, головокружение, тошноту, слабость и потерю сознания.
Хотя пентанон-3 считается стабильным, он чрезвычайно огнеопасен при воздействии пламени, искр или другого источника тепла. В целях безопасности его следует хранить в шкафу для легковоспламеняющихся материалов вдали от тепла или источников возгорания, желательно в прохладном, хорошо проветриваемом помещении.